# Michael Creutz
Michael Creutz (* 24. November 1944 in Los Alamos, New Mexico) ist ein US-amerikanischer theoretischer Physiker.

## Leben
Michael Creutz studierte zwischen 1962 und 1966 am California Institute of Technology Physik. Dort erhielt er den Abschluss Bachelor of Science mit Auszeichnung. Danach setzte er sein Studium an der Stanford-Universität fort. Er war Graduate Fellow der National Science Foundation und erhielt 1968 den Master of Science. 1970 promovierte er dort bei Sidney Drell. Von März bis August 1970 arbeitete er als Research Associate am Stanford Linear Accelerator Center. Danach war er von 1970 bis 1972 Fellow des Center for Theoretical Physics der University of Maryland. Seit 1972 arbeitet Michael Creutz in der High Energy Theory Group des Brookhaven National Laboratory.
Creutz ist seit den 1970er Jahren in der numerischen Simulation von Quantenfeldtheorien und speziell Yang-Mills-Theorien (Gittereichtheorien) aktiv. 1983 führte er die mikrokanonische Monte-Carlo-Simulation ein.
2000 erhielt er den Aneesur-Rahman-Preis. 1985 wurde er Fellow der American Physical Society.

## Veröffentlichungen
- Quarks, Gluons and Lattices, Cambridge University Press 1983, 1985, ISBN 0521315352
- Feynman Rules for Lattice Gauge Theory, Reviews of Modern Physics 1978, S. 561
- Microcanonical Monte Carlo simulation. Physical Review Letters, Bd. 50, 1983, S. 1411–1414